# Sly-Syndrom
Das Sly-Syndrom ist eine sehr seltene, zu den Mukopolysaccharidosen (MPS) gehörende  angeborene Erkrankung mit den Hauptmerkmalen einer mäßig ausgeprägten Dysmorphie und Fehlbildungen des Skelettes und Hornhauttrübungen.
Synonyme sind: Mukopolysaccharidose VII;  Beta-Glucuronidasemangel; englisch GUSB Deficiency
Die Bezeichnung bezieht sich auf den Erstautoren der ersten ausführlichen Beschreibung aus dem Jahre 1973 durch den US-amerikanischen Kinderarzt William S. Sly und Mitarbeiter.

## Verbreitung
Die Häufigkeit wird mit unter 1 zu 1.000.000 angegeben, bislang wurde etwa über 40 Familien berichtet. Die Vererbung erfolgt  autosomal-rezessiv.

## Ursache
Der Erkrankung liegen Mutationen im GUSB-Gen im Chromosom 7 an Genort q11.21 zugrunde, welches für die β-Glucuronidase kodiert.
Der  Beta-D-Glucuronidasemangel führt zur Speicherung von Glykosaminoglykanen wie Dermatansulfat, Heparansulfat und Chondroitinsulfat in den Lysosomen.

## Klinische Erscheinungen
Klinische Kriterien sind:
Zu unterscheiden sind drei verschiedene Verlaufsformen:
- Pränatale Form mit nicht-immunologisch bedingtem Hydrops fetalis
- Neonatale Form, Manifestationsalter 1.–5. Lebensjahr mit Gesichtsauffälligkeiten, grobe Gesichtszüge, Hernien, Hornhauttrübungen, Hepatosplenomegalie, Kleinwuchs, Thoraxdeformität, Kyphose, Klumpfuß und geistige Behinderung
- Milde Form, Manifestation erst im Schulalter oder beim Erwachsenen mit normaler Größe ohne Einschränkung der geistigen Entwicklung

## Diagnose
Im Röntgenbild finden sich Veränderungen einer Dysostose, im Labor eine  vermehrte Ausscheidung von MPS (Glykosaminoglykanen) im Urin (außer eventuell bei der milden Form).
Die Diagnose wird durch den Nachweis eines Beta-D-Glucuronidase-Mangels gesichert.

## Differentialdiagnose
Differential-diagnostisch sind andere Typen der MPS sowie die Oligosaccharidosen abzugrenzen.

## Sly-Syndrom bei Tieren
Sehr selten kommt ein Sly-Syndrom auch bei Hunden vor. Häufiger betroffene Rassen sind der Deutsche Schäferhund und Welsh Corgis.